# Tibaná
Tibaná es un municipio colombiano del departamento de Boyacá, ubicado en la Provincia de Márquez. El lema del municipio es «Tierra de paz, amor y amistad». Hace parte del Alto Valle de Tenza  y está ubicado muy cerca del departamento de Cundinamarca.

## Historia
En la época precolombina, el territorio de Tibaná estaba gobernado por un cacique tributario del hoa de Hunza (donde se fundó después la actual Tunja). Tibaná fue caserío indígena de la familia muisca denominada Tibanae, según el cronista Lucas Fernández de Piedrahíta. El vocablo Tiba, en muysc cubun (idioma muisca) significa 'capitán'. En la vereda Bayetá los indígenas extraían piedra de una cantera, en la cual modelaban monolitos, vigas, mesas y columnas con destino al templo del sol de Goranchacha en Hunza.
En 1537, Gonzalo Jiménez de Quesada, una vez que hubo explorado la provincia de Muyquytá, se dirigió hacia el norte para después seguir camino al oriente en busca de las minas de esmeraldas de Somondoco. Luego pasó el conquistador con su gente por Guatavita; de este poblado continuó la marcha hacia Sesquilé, de allí siguió a Chocontá y de esta población a Turmequé. Desde allí envió a Somondoco una expedición bajo las órdenes del capitán don Pedro Fernández de Valenzuela, quien regresó y rindió el informe detallado acerca de las esmeraldas. 
Quesada salió de Turmequé con su pequeña tropa, llegó al poblado de Boyacá y horas más tarde dirigió en su camino a Tibaná y continuó hacia Somondoco. Fray Juan de los Barrios, primer Arzobispo de Santafé, de acuerdo con el padre dominico Fray Martín de los Ángeles, destinó en 1556, para evangelizar a los indígenas Tibanaes, a los religiosos de la Orden de Santo Domingo, Fray Pedro de Espinosa y Fray Pedro de Escalante. También fueron doctrineros de Tibaná los padres franciscanos. 
La primera encomienda de Tibaná fue Otorgada al fundador de Tunja, don Gonzalo Suárez Rendón, quién asentó en Gámbita los primeros vacunos que llegaron al Nuevo Reino de Granada. En el documento por el cual se entrega la anterior encomienda hace presencia el cacique Quecabune, señor y cacique de Tibaná.
En la Crónica del Muy Magnífico Capitán don Gonzalo Suárez Rendón, escrita por el historiador doctor Nicolás García Samudio, se encuentra el siguiente documento que se refiere a la encomienda de Tibaná dada al fundador de Tunja, en donde el 15 de junio de 1547 el capitán Gonzalo Suárez presentó al señor García Arias Maldonado, alcalde ordinario, al escribano público y del cabildo una cédula de encomienda de los indios de Icabuco, Tibaná, Ochonaba, Chiribitiva y Guanatiba, en donde pidió que le dieran posesión de ellos.
El alcalde, para dar cumplimiento, hizo traer los capitanes e indios; el cacique y señor de Tibaná se llamaba Quecabune; luego el alcalde cogió de la mano a los caciques y los entregó al Capitán Suárez diciéndole que los daba y entregaba en posesión real actual y servil. El historiador presbítero don Basilio Vicente de Oviedo escribió en 1763 un libro titulado Cualidades y Riquezas del Nuevo Reino de Granada. En dicha obra se encuentra el siguiente párrafo en relación con Tibaná:

«El curato del pueblo de Tibaná, que en mi sentir es más apreciable que el de Ramiriquí, su vecindario está a media jornada de Tunja, al sureste pasa hacía Tensa y vecino al gran pueblo de Turmequé, con su ordinaria iglesia proporcionalmente ornamentada. Su temperamento templado, ameno, deleitoso y sano, produce frutos de tierra fría como trigo, arvejas y papas, y de tierra caliente como plátanos y otros frutos. Tiene río cercano. Tendrá más de 50 indios acomodados, según su esfera, que tienen ganados vacunos y ovejunos, y labra tejidos de lana como en los demás pueblos de la comarca de Tunja. El señor Camacho solo le regula 700 (tendrá 50 vecinos), y lo puso en el tercer orden de su escala, pero puede rentar 1000 pesos, pues otros sin menos vecinos se los señala dicho señor, como a Tuta.»

En 1777 Tibaná es constituida en parroquia, siendo primer alcalde Domingo Ruiz, quien también lo era de Ramiriquí.
Entre los patriotas tibanenses que lucharon por la Independencia figuran José Jiménez, que murió en el Pantano de Vargas, Laureano Nope y Marcos Nope.
Otra figura del municipio de Tibaná fue el médico Gustavo Romero Hernández quien sería gobernador de Boyacá, representante a la Cámara, ministro de Salud nombrado por el gobierno de Guillermo León Valencia, embajador en los Estados Unidos y candidato a la presidencia de la república. Reconocida figura política a nivel internacional, realizó obras en pro de la salud y la educación  en el departamento.

## Geografía
Su cabecera está localizada a los 5°19′14″ de latitud Norte, 73°24′2″ de longitud Oeste y a una altitud de 2050 m s. n. m. La extensión total del municipio es de 833 km². Los ríos principales son: Teatinos, Turmequé, Icabuco, Fusavita y Tibaná. El clima varía desde templado (1900 m s. n. m.) hasta páramo (2800 m s. n. m.).
Tiene 28 veredas, 3 pisos térmicos (páramo, frío y templado en las riveras del río Tibaná). Tiene aproximadamente 13 000 habitantes, proyección para este decenio. Sus actividades económicas se basan principalmente en la agricultura y cría de bovinos.

### Límites
- Norte: Jenesano.
- Occidente: Turmequé, Úmbita  y Nuevo Colón.
- Sur: Chinavita y Úmbita.
- Oriente: Ramiriquí.

## Himno
El himno es autoría de la docente Herlinda Cruz. El texto que aparece a continuación es posterior y tal vez puede recoger partes de la letra de Pomgutá.
| Coro Tibaná, con amor te cantamos Este himno glorioso y triunfal Que resalta el ancestro aborigen Y una raza de honor sin igual. | I Es grandioso tu templo sagrado Testimonio de fe tutelar; Bayeta y Batán nos reviven A los sabios del viejo tallar. II El “amor y la amistad” es tu lema Como meta de un bien superior; Hay nobleza y esfuerzo en las mentes Que aseguran tu noble misión. | III Es tu claustro “Gustavo Romero” Un venero de ciencia y virtud; Es camino que lleva adelante Que engrandece a nuestra juventud. IV Pedacito de tierra querida Suelo fértil de viñas en flor; Tus manzanas y campos florecen Como dones de nuestro creador. |

## Atractivos turísticos
- Hacienda Tópaga: Finca tradicional ubicada a 6 km del pueblo vía Supaneca, cuyas tierras han sido de gran beneficio para la región puesto que proveen de agua a varias veredas ya que sus dueños siempre se han preocupado por el bienestar y el progreso de la comunidad.

- Hacienda El Molino: en esta casona de más de 400 años funcionaba el molino que fabricaba la mejor harina del país, que se encuentra en restauración. En su interior está el molino. Muy cerca de allí fue construida la Hacienda Baza, una hostería que presta sus servicios a los turistas. Ambas se encuentran situadas en la carretera que comunica Tibaná con Bogotá.

- Las Piedras de Bayetá: ubicadas en la parte alta de la vereda de Bayetá, son ocho columnas monolíticas, esculpidas y modeladas por los indígenas muiscas para adornar el templo de Goranchacha, en Hunza (actual Tunja).

- Cerro la Mesa Alta: ubicado en Supaneca (Puerta de entrada al Altiplano cundiboyacense). Desde su cumbre (donde se encuentran antenas satelitales) se puede observar varios pueblos de Boyacá y Cundinamarca. A partir de ahí se extiende el valle de la altiplanicie cundiboyacense.

- El puente de San Joaquín: en época de verano es uno de los lugares más visitados por los turistas. Se encuentra localizado a 500 metros del perímetro urbano.

- Hotel Hacienda Baza: es uno de los hoteles más visitados de Boyacá debido al atractivo de su construcción colonial y al entorno natural. Está ubicado a 2 kilómetros del perímetro urbano. Fue fundado como convento en 1638 por monjes de la orden de Santo Domingo procedentes de la ciudad de Baza, en Granada, España. El 9 de septiembre de 1861, el presidente de la república Tomás Cipriano de Mosquera dicta un decreto de desamortización de los bienes de manos muertas, y la hacienda pasa a manos particulares. En 1977 doña Lucía Ospina Ordóñez abre las puertas de la hacienda al público, convirtiéndola en lo que hoy es el hotel.

- Hacienda de las Delicias: construida en 1920 por Bernarda Bautista, ha inspirado a otras haciendas en la creación de dulces con arequipe.

- La catedral de San Laureano: está catalogada como uno de los más antiguos y representativos legados arquitectónicos de la Nueva Granada. El templo, de estilo barroco, fue erigido en 1638 y terminado a comienzos de la era neogranadina. Obra del arquitecto español Francisco Reyes de Castillo, tiene una torre, tres naves y mide 183 m de largo por 44 m de ancho. Por su majestuosidad (su construcción en piedra tallada) y tamaño, puede considerarse como uno de los iconos de la arquitectura religiosa, muy poco conocidos pero a la vez más representativos del legado europeo en la historia de la Nueva Granada. Es  una de las catedrales católicas más grandes de Colombia.

- El río Tibaná: con muchos balnearios naturales entre los cuales se destaca la roca, el portachuelo, La Molla , san Joaquín, entre otros que atraen a turistas. Naturalmente pertenece a la vertiente del orinoco, es el principal tributario del  Embalse la Esmeralda[4][5]  Otros nombres con que se conoce este importante río boyacense, desde su nacimiento hasta su desembocadura en el Embalse la Esmeralda y a medida de su paso por cada pueblo son: Río Boyacá, Río Teatinos, Río Jenesano, Río Tibaná, Río Garagoa, Río Batá. El río atraviesa desde su nacimiento los territorios de: Samacá, Ventaquemada, Tunja, Boyacá, Jenesano, Ramiriquí, Tibaná,Úmbita, Pachavita, Chinavita, Garagoa, Tenza, Macanal, Chivor, Santa María. El río tiene su nacimiento en territorio de Samacá, continúa hacia Puente de Boyacá (sirviendo de  límite natural entre Tunja y Ventaquemada), continúa su curso hacia el municipio de Boyacá, baja a Territorio del municipio de Jenesano y continúa su curso haciendo de límite entre Ramiriquí y Jenesano, a donde se le une el río Juyasía. Aguas abajo continúa su recorrido adentrándose en Tibaná, donde ocupa la mayoría de su territorio donde se le unen quebradas así como el Río Turmequé, continuando su curso dentro del municipio de Tibaná. Al salir el río del municipio de Tibaná, se le unen otros ríos como el Bosque y Fusavita,  sirviendo de límite natural para los municipios de Úmbita, Chinavita, pachavita, Garagoa, Tenza, Macanal (donde se conoce como río batá) y Santa María, donde antes de la construcción de la hidroeléctrica  se unía con el Río Guavio, para juntos encaminarse hacia los llanos.

Otros sitios de interés:
- El Río Turmequé
- El Río Fusavita (pasa por un tramo de la reserva loma azul)
- Laguna del pato.

## Actividades económicas
Don Gonzalo Suárez Rendón trajo de España los primeros vacunos, los cuales fueron levantados en los campos y fincas de Tibaná, que poco a poco se fue extendindo.
Agricultura: productos de tierra fría y templada. Tibaná es considerado un paraíso frutícola por su producción de pera y manzana. En las partes más bajas encontramos en menores proporciones cultivos de plátano, café, caña de azúcar, guayaba, yuca, arracacha, aguacate, naranja, mandarina, guama para autoconsumo, mas no en escala comercial. 
En Tibaná se producen artesanías a nivel comercial, como canastos en chusque y gaita, que son comercializadas por "Artesanías de Colombia". Sus principales productos gastronómicos son: arepas, lácteos como queso y cuajada, y pulpa de frutas como la manzana, la ciruela, la pera y el durazno
Además de la producción de materias primas, encontramos también el sector comercial, ubicado en el casco urbano. Gracias a su ubicación intermedia entre Tunja, el altiplano cundiboyacense, el valle de Tenza, y la capital del país, es un lugar de convergencia por ser una despensa agrícola.
 Transporte Público Terrestre  
- Empresas de Tansporte a Bogotá: Los delfines O.C, Flota la Macarena (Servicio Cimarrón), Rápido Duitama, Flota Trans Alianza.
- Empresas de Tansporte con Tunja-Valle de Tenza-LLanos: Expreso patriotas, Flota Valle de Tenza, Flota Sugamuxi (Servicio el Llanero), Los delfines O.C, Flota la Macarena.